# Кара юрга
Кара юрга (баш. Ҡара юрға в переводе вороной иноходец) — башкирская народная песня, короткая быстрая песня, фрагмент одноименного башкирского национального эпоса «Кара юрга»  . Мелодия «Кара юрга»  часто звучит на башкирских сабантуях в ходе скачек по пересечённой местности на длинную дистанцию-Байге. В 1938 году ансамбль Файзи Гаскарова поставил академический танец «Кара Юрга» , наложив мелодии песни на башкирскую хореографию.
Первые сведения о песне в русскоязычных источниках содержатся в записях И. И. Лепехина. Краткая версия легенды о «Кара Юрге» записана в 1894 году С. Г. Рыбаковым в селе Темясово Орского уезда Оренбургской губернии (ныне Баймакский район Башкортостана) на приисках Кананикольских заводов со слов кураиста И Локманова и опубликована в книге «Музыка и песни уральских мусульман с очерками их быта».
Песня «Кара Юрга» есть в репертуаре у артистов Башкортостана  Р. А. Гареева , Гали Хамзина, Ф. Ф. Гареева, Айдар Галимова , Марселя Кутуева , Флюры Кильдяровой, Роберта Юлдашева и других.
Существует одноименная песня и казахский танец(с учетом диалектной разницы) Кара жорга, с тем же ритмом короткой быстрой песни и мотивом, однако разными словами и мелодией.